# Helisuperfície

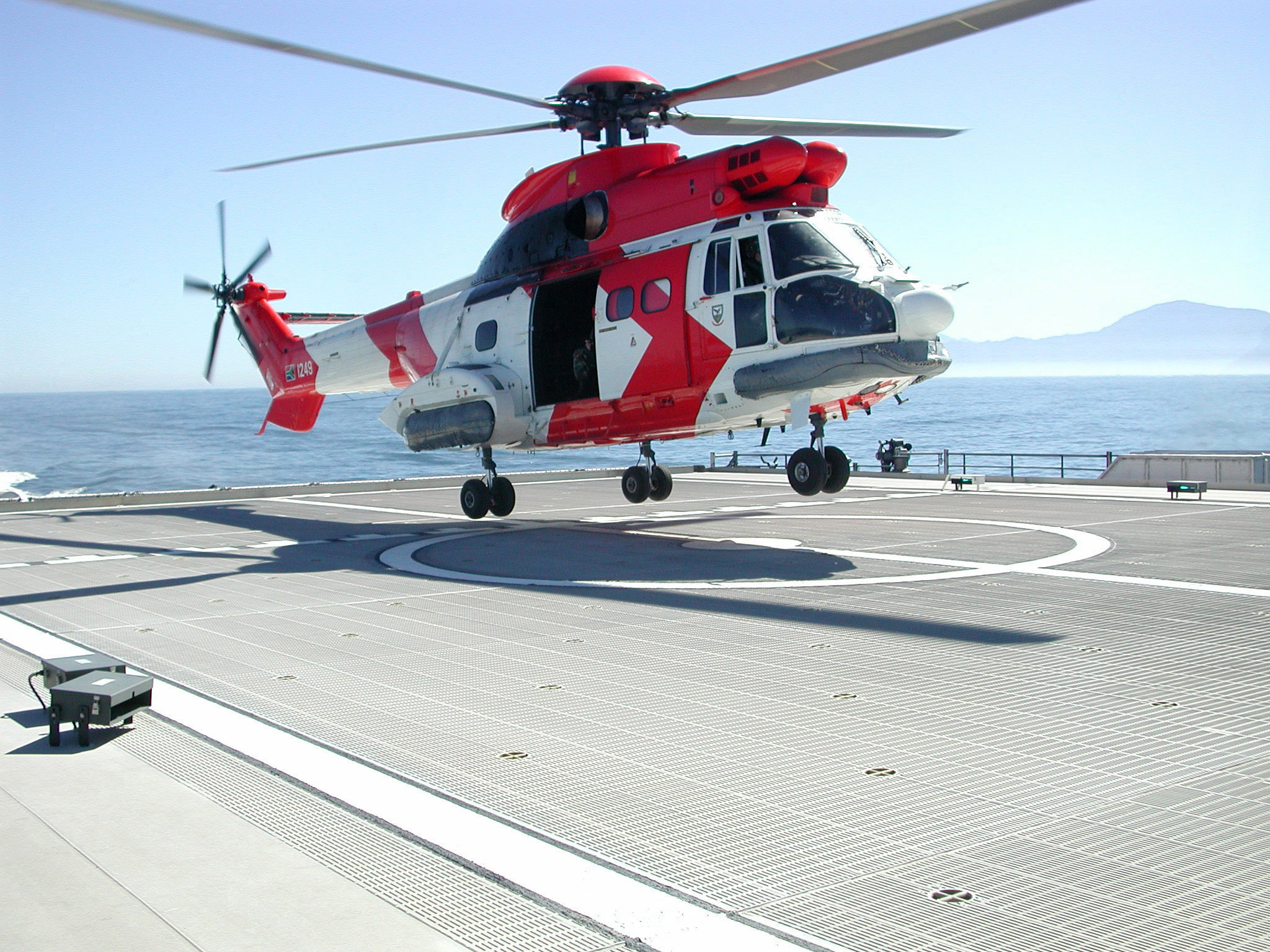
Un helicòpter Atlas Oryx fa contacte a la plataforma d'un vaixell Swift HSV-2 d'alta velocitat.

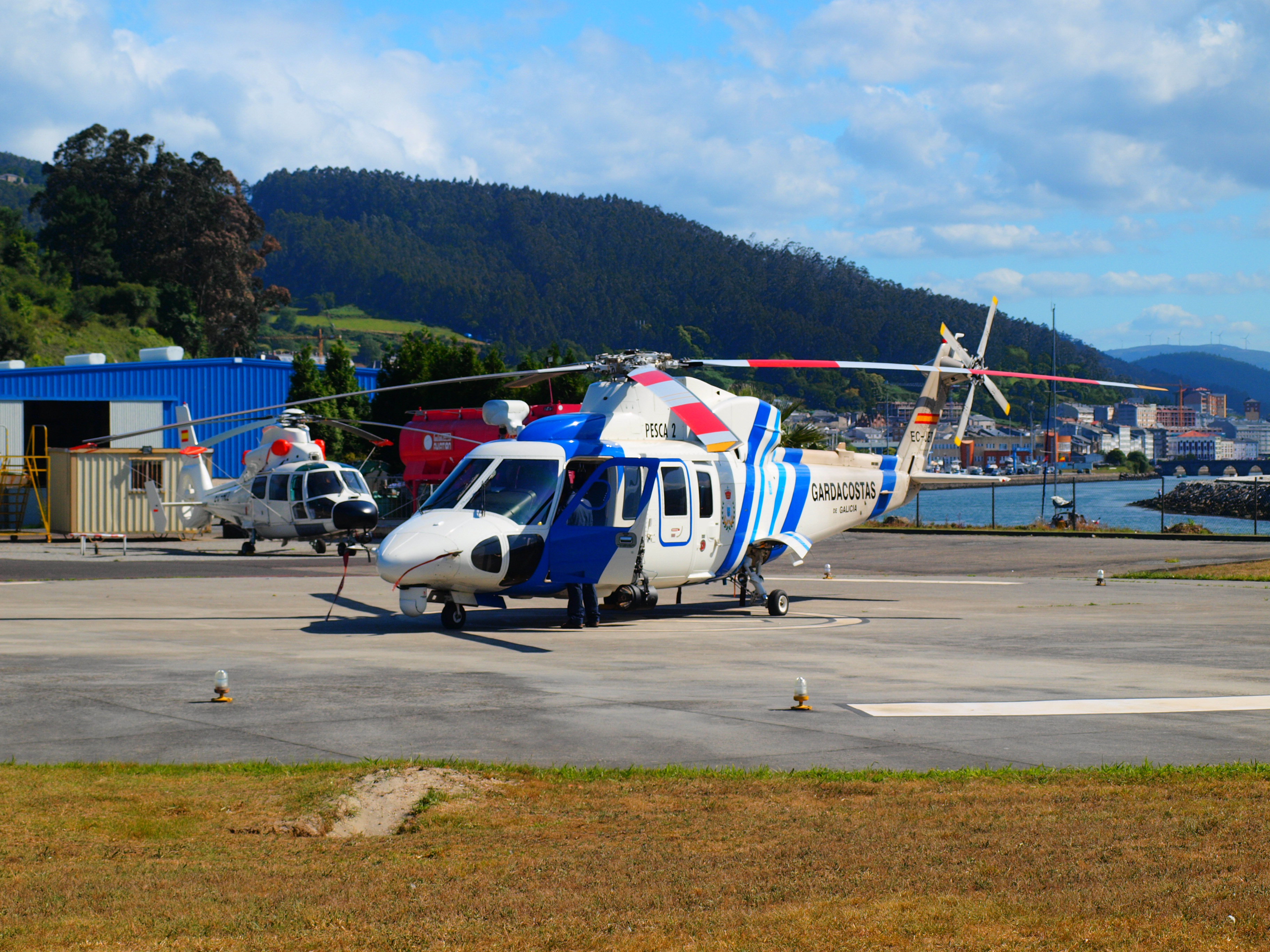
En primer pla, un Sikorsky S-76 situat en la helisuperfície del Heliport Costa Norte a Viveiro, Espanya. En segon pla, un Eurocopter Dauphin, situat en la plataforma d'estacionamient.

Una helisuperfície, també coneguda com a plataforma per a helicòpters o helipad, (derivat del terme anglosaxó compost helicopter landing pad), és una àrea designada perquè aterrin els helicòpters.

## Característiques
Encara que els helicòpters poden aterrar gairebé a qualsevol lloc que sigui pla, aquest tipus de plataformes compleixen específicament amb aquesta funció pel material utilitzat, per la seua visibilitat i per estar lliures d'obstacles. Els helipads estan clarament marcats amb un cercle o amb una «H», per facilitar la seva visibilitat des de l'aire. Poden estar situats en un heliport o a un aeroport on també es disposa de combustible, control del trànsit aeri. Un helipad normalment no disposa de combustible ni d'un altre tipus de serveis per a aeronaus, com és el cas de un heliport, i tampoc disposa d'un controlador de vol designat. D'altra banda, un helipad pot situar-se al marge d'aquest tipus d'instal·lacions, es poden trobar helipads als terrats d'edificis (especialment hospitals) per facilitar-ne una MEDEVAC. Barques de gran grandària, així com petroliers també disposen, de vegades, de helipads, també denominades en aquests casos com helideck. També alguns edificis amb oficines compten amb helipads als terrats per facilitar el desplaçament dels seus directius. Els helipads no sempre es fabriquen amb ciment, en ocasions en cas d'un incendi forestal es creen helipads provisionals a base de fusta per facilitar el subministrament en àrees remotes.
El helipad més alt del món, a una alçada de 6400 metres, està situat a la Glacera Siachen, a l'India, i està fet de gel.

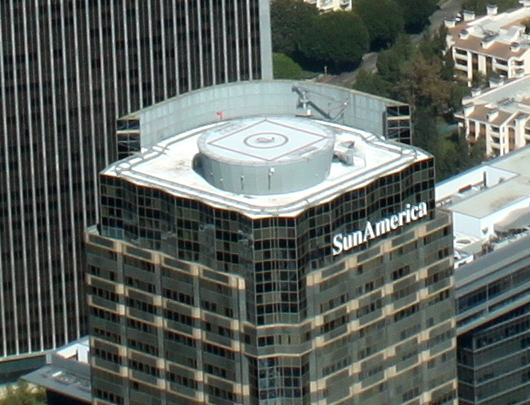
Un helipad sobre el SunAmerica Center a Century City, Califòrnia, Estats Units.

Els helipads sobre els terrats dels edificis en tenen, de vegades, un nombre de dos dígits que indica el peso máxim de la plataforma en milers de lliures. A més a més, pot incloure's un altre nombre amb el diàmetre màxim del rotor en peus.